# Ar-Rijad (Egipt)
Ar-Rijad – miasto w Egipcie, w muhafazie Kafr asz-Szajch. W 2006 roku liczyło 18 263 mieszkańców.